# Dmitrij Sergejevič Dochturov
Dmitrij Sergejevič Dochturov (rusky Дмитрий Серге́евич Дохтуро́в; 1. záříjul./ 12. září 1759greg. – 12. listopadujul./ 24. listopadu 1816greg.Moskva) byl ruský generál, který je znám zejména ve spojitosti s napoleonskými válkami, v České republice pak především s tažením roku 1805 a bitvou u Slavkova. Při tomto střetnutí velel I. koloně spojenecké armády, která byla nasazena v těžkých bojích o vesnici Telnice. Jeho vojenská kariéra však započala již v roce 1781, kdy byl jako poručík zařazen do Preobraženského pluku tělesné gardy, a skončila s pádem napoleonské Francie.

## Mládí
Dmitrij Sergejevič Dochturov pocházel z drobné tulské šlechty. Dětství strávil ve vesnici Krutoje v Tulské gubernii. Vyrostl v rodině, která ctila vojenskou tradici. Otec i děd budoucího generála byli důstojníky Preobraženského pluku tělesné gardy, založeného ještě za vlády Petra I. V roce 1771 mladého Dmitrije odvezl otec do Petrohradu, kde se mu dostalo vzdělání v Pážecím sboru, elitní škole imperiální Rusi, která byla založena roku 1759 za panování Alžběty Petrovny. Vojenskou službu začal v roce 1781 jako poručík Preobraženského pluku tělesné gardy. Záhy po jeho vstupu do pluku se velitelem jednotky stal Grigorij Potěmkin, který v Dmitrii Sergejeviči spatřil schopného důstojníka a udělal z něj velitele praporu.

## Vojenská kariéra

### Léta 1788–1803
Po vypuknutí rusko-švédské války (1788–1790) byli kapitán Dochturov a jeho gardová jednotka převeleni do Kronštadtu, kde se učili vedení námořního boje. Po ukončení výcviku obdrželi rozkaz k odjezdu do první linie a 14. srpna 1789 se poprvé účastnil ostrého střetu, při němž Dochturov utržil zranění. Kulka ho trefila do ramene, nicméně o tři dny byl opět v boji a dobyl švédskou baterii. 22. srpna se účastnil výsadku na ostrov Gevanland (Геванланд) a v První námořní bitvě u Svensksundu (24. srpna 1789) jeho rota usazená na lodi pod palbou nepřátel zajišťovala průchod ruské eskadry při útoku na švédské loďstvo. Za svou úlohu v bitvě obdržel od Kateřiny II. jako vyznamenání zlatý kord s nápisem „Za udatnost.“ Po skončení války se rozhodl odejít z gardy k armádě a v roce 1795 byl v hodnosti plukovníka postaven do čela Eleckého mušketýrského pluku. Po dvou letech vynikající přípravy jednotky byl povýšen na generálmajora a stal se majitelem pozdějšího Sofijského mušketýrského pluku. V roce 1799 se stal inspektorem pěchoty kyjevské inspekce, ale v létě následujícího roku byl zatčen, zbaven hodností i funkcí a postaven před soud. Když v roce 1801 nastoupil na ruský trůn car Alexandr I., vrátil se zpět do armády jako generálporučík a majitel Oloněckého mušketýrského pluku.

### Léta 1803–1812
V roce 1803 byla Dochturuvovi navrácena funkce inspektora kyjevské inspekce a stal se majitelem Moskevského pěšího pluku. S touto jednotkou, která byla součástí Podolské armády M. I. Kutuzova, se účastnil tažení v roce 1805. Jako velitel jedné z kolon byl v rámci této kampaně 11. listopadu pověřen velením části spojeneckých sborů při střetnutí u Dürnsteinu. Při této akci bylo jeho 10 000 vojáků vyčleněno pro obchvat francouzských jednotek držících Dürnstein a kolem třetí hodiny odpolední s nimi vpadl do zad Gazanovy divize. I přes počáteční úspěch však byli jeho muži po příchodu Dupontovy divize nuceni v podvečer ustoupit. V bitvě u Slavkova velel první koloně spojeneckých vojsk a byl to právě Dochturov, kdo chtěl celé dopoledne u Telnice na Francouze útočit a vyvíjet tak na ně nepřetržitý tlak. Jeho iniciativu však svazovaly rozkazy nadřízeného generála Buxhövdena. Do chvíle, než vpadli Francouzi u Zlatého potoka Buxhövdenovým kolonám do zad, neměl Dochturov o tom, co se děje za ním, ani tušení. Avšak ve chvíli, kdy zjistil, že bitva je rozhodnutá v neprospěch spojenců, jeho osobní statečnost se stala vzorem pro vojáky, kteří se snažili z obklíčení uniknout. Když jeho jednotky zakolísaly před silnou palbou, první se vrhl vpřed, a když jej strhávali pobočníci zpět se slovy: „Pamatujte na svou ženu a děti,“ odpověděl: „Zde čest – žena má, svěřený mně lid – děti mé…“ Vzápětí vytasil svůj zlatý kord a následován sborem vyrazil vpřed. Když se ruské kolony nakupily mezi Telnicí a Žatčanským rybníkem, generál Stutterheim k Dochturovovi poznamenal: „Než ty tři nebo čtyři tisícovky stihnou přes hráz přejít, bude jich polovina na kusy! Tímhle úskokem obětujete polovinu vaší kolony.“ Na to generál Dochturov opáčil: „Chcete snad říct, že polovinu zachráním. Nemáme na výběr. Budete radši, když složím zbraně?“ S generálem Dochturovem uniklo z francouzských kleští pouhých 8000 mužů. Z jeho první kolony zůstala jen asi polovina početního stavu. Když dorazil k ustupující spojenecké armádě, dozvěděl se, že byl považován za mrtvého. Za velení v bitvě u Slavkova byl vyznamenán řádem sv. Vladimíra druhého stupně.
V letech 1806–1807, při válkách čtvrté koalice, velel Dochturov 7. divizi. Po boku generálporučíka knížete Golicyna bojoval v bitvě u Golyminu, kde s 16 000–18 000 muži odolávali řadu hodin 38 tisícům Napoleonových vojáků. V bitvě u Jílového byl pověřen velením nad zálohou skládající se z jeho 7. a 4. divize spolu s 60 děly jízdního dělostřelectva (u jednotky byl přítomen i generál Bagration, který byl momentálně bez velení). Přestože byl zraněn do pravé nohy, splnil svůj úkol dokonale a odmítl opustit bitevní pole. "Za statečnost" projevenou v boji byl podruhé odměněn zlatým kordem. Když po pádu Gdaňsku na jaře roku 1807 generál Bennigsen naplánoval proti Napoleonovi novou ofenzivu, spočívala na generálu Dochturovovi, který velel I. koloně, úkol odpoutat pozornost od hlavního směru postupu armády a oddělit tak maršála Neye od maršála Soulta. V bitvě u Heilsbergu velel levému křídlu ruské armády. V dalších bojích byl opět zraněn. Účastnil se také bitvy u Friedlandu a kryl hlavní síly rusko-pruské armády při jejím ústupu přes řeku Alle. Za této války byl vyznamenán řádem sv. Anny prvního stupně, řádem sv. Alexandra Něvského a pruským řádem červené orlice. Od jara 1810 zastával funkci velitele VI. sboru.

### Léta 1812–1816
Po Napoleonově vpádu do Ruska v roce 1812, bylo generálporučíkovi Dochturovovi svěřeno velení VI. pěšího sboru I. armády. V samém počátku války byl odříznut od hlavních sil u města Lidy, ale 50 kilometrovými denními pochody se mu podařilo z tohoto postavení vyklouznout a přivést jednotku do Drissy. V době, kdy se obě armády blížily ke Smolensku, dostal vysokou horečku, kterou se však lékařům podařilo srazit. Cítil se však velmi sláb a v tomto stavu k němu dorazil posel od vrchního velitele armády s dotazem, zda je schopen velet obraně města. Podle Dochturovova životopisu obsaženého ve spisu Car Alexandr a jeho pomocníci v létech 1812, 1813 a 1814 svazek II. svým přátelům odpověděl: “Bratři, mám-li zemřít, lépe je zemřít na poli cti, než neslavně na loži.“ V noci ze 16. na 17. srpna tedy přijal velení nad 20 000 obránci se 180 děly, kteří čelili 183 000 Napoleonovým mužům s 300 děly. Dochturovovým úkolem bylo za každou cenu uhájit smolenská předměstí a jeho 3., 7. a 24. divize vzdorovaly postupu Francouzů pod velením maršála Neye tak zuřivě, že jejich první útok vbrzku zastavily. Při druhém útoku, kolem jedné hodiny odpolední, již začínali Napoleonovi muži pomalu pronikat do ruských pozic. V tu chvíli požádal generál Dochturov, po celou dobu stojící v nejlítějším dešti střel a granátů, svého nadřízeného o posily. Generál Barclay de Tolly mu vyhověl se slovy: “Vyřiďte Dmitriji Sergejeviči, že na jeho statečnosti záleží záchrana celé armády.“ Z města k hlavní armádě na přímý rozkaz vrchního velitele ustoupil 18. srpna. V bitvě u Borodina generál Dochturov velel středu ruské armády mezi Velkou redutou a vesnicí Gorki, a po Bagrationově zranění velel také celému levému křídlu. Při vyvrcholení bitvy obdržel od Kutuzova lístek, že má vydržet, dokud nedostane rozkaz ustoupit. Mezitím pod ním zabili koně a poranili druhého. Dochturov však stále dál klidně rozesílal směrnice a povzbuzoval vojáky pod palbou. Po bitvě jej Kutuzov objal se slovy: „Dovol mi tě obejmout, hrdino.“ 13. září byl jedním z účastníků porady ve Filách, kde maršál Kutuzov nadnesl otázku, zda bránit Moskvu, či ustoupit dál do vnitrozemí. Generálové Dochturov, Uvarov a Kokovnicyn podporovali generála Bennigsena, který chtěl svést další bitvu. V bitvě u Tarutina měla kolona generála Dochturova spolu s kolonou generála Rajevského úkol překročit řeku Naru a u vesnice Vinikovo vázat část francouzských sil.
Jedním z největších úspěchů generála Dochturova byla bitva u Malojaroslavce (24. října 1812). V ní vojáci pod jeho velením zaútočili na početně silnější odřad Grande Armée pod velením italského vicekrále Evžena de Beauharnais a celodenním vytrvalým bojem blokovali Napoleonův postup ke Kaluze. Za toto velení Dochturov obdržel řád Svatého Jiří II. stupně. Byl vyznamenán i v bitvě národů u Lipska. V roce 1813 velel obléhání Magdeburku a Hamburku. Po kapitulaci Hamburku si vzal zdravotní dovolenou a odjel se léčit do českých lázní. K tomuto jej donutila i vlastní nespokojenost s byrokratickými pořádky v armádě objevujícími se s činností nových hodnostářů v uniformě. V průběhu sta dnů se ještě jednou vrátil k velení, ale do bojů již jeho VI. sbor nezasáhl, neboť Napoleon byl poražen v bitvě u Waterloo.

## Na sklonku života
V roce 1816, při zpátečním pochodu armády do Ruska, odešel do výslužby v hodnosti generála pěchoty s právem nosit uniformu po celou penzi. Zemřel však v témže roce ve svém domě u manželky kněžny M. P. Obolenské na Prečistěnce. Pohřben je v klášteře Davida poustevníka v Serpuchovském újezdě v Moskevské gubernii.

Dochturovův přítel z bitvy u Slavkova generál Langeron o něm napsal:
| „                                      | Ze subalterních generálů Kutuzovovy a Buxhövdenovy armády zvláště vynikal generál Dochturov, člověk vzácné neohroženosti, oddaný, upřímný, skromný, ukázněný, přesný, shovívavý velitel a dobrý kamarád. Neměl, pravda, talent potřebný k vedení armád, ale byl dokonalý na svém místě v linii nebo v čele sboru. | “ |
| — Louis Alexandre Andrault de Langeron | |   |

Kromě tabatěrky s vyobrazením bitvy u Malojaroslavce a pamětním věnováním vojáků VI. sboru od svých mužů obdržel i přezdívku "Železný generál".